# Peugeot P4
Der Peugeot P4 VLTT ist ein vom Automobilhersteller Peugeot gefertigter Geländewagen der französischen Armee. In den 70er Jahren benötigte Frankreich dringlich Ersatz für die in der Nachkriegszeit produzierten Hotchkiss M201 der nahezu baugleich mit dem Willys MB war. Die französische Regierung wollte ein französisches Fahrzeug, aber keiner der französischen Hersteller war bereit, für eine Losgröße von 15000 Fahrzeugen eine neue Fertigungsstraße zu installieren. 1976 erfolgte die Ausschreibung, nach einer Einigung dahingehend, dass die Angebote auf einem ausländischen Fahrzeug basieren durften.
Renault bewarb sich mit dem TRM 500, der auf dem Fiat Nuova Campagnola basierte. Citroën bewarb sich mit dem C44, auf Basis des Volkswagen Iltis. Peugeot kaufte sich in die fast abgeschlossene Entwicklung des G-Modells, aus der Kooperation von Mercedes-Benz und Puch, ein und fand offensichtlich eine gute Basis für die Zusammenarbeit, denn die Prototypenserie des P4 wurde schon 1978 vorgestellt und dann zur Erprobung nach Afrika entsandt.
Während bei der Bundeswehr die Entscheidung für den VW Iltis fiel, gewann Peugeot mit seinem „50 % G“ die französische Ausschreibung. (Aufwand und Ertrag waren 50/50 gesplittet.) Von 1981 bis 1992 produzierte Peugeot das Fahrzeug mit deutschen und österreichischen Zulieferungen. Als Motor kam der „Taxidiesel“ aus dem Peugeot 504 zum Einsatz, aber das für die Leistung überdimensionierte Handschaltgetriebe wurde dem Peugeot 604 entnommen, um eine besonders hohe Standfestigkeit zu erzielen. Neben dem Diesel wurde anfänglich auch ein Benzinmotor verbaut. Nach dem Ende der Produktion 1992 wurden diese Fahrzeuge auf den Diesel umgerüstet. 
Von weitem zu erkennen ist der P4 oder VLTT durch die eckigen Leuchten des Peugeot 104. Auch Armaturen entstammen dem 104. Während beide Achsen von Daimler zugeliefert wurden, hat die vordere Achse kein Sperrdifferential (oder dieses ist zumindest nicht angeschlossen, wie beim TRM 2000). Während der Rahmen ein Zulieferteil war, wurde die Karosserie von Peugeot montiert und kathodisch tauchlackiert.
Dem VLTT fehlen nahezu alle Komfortmerkmale eines zivilen Geländewagens, zum Beispiel eine Servolenkung. Er ist rustikaler ausgeführt als ein G der Bundeswehr. Der P4 hat einen Dieselmotor von Peugeot mit 2,5 Liter Hubraum und einer Nennleistung von 52 kW (70,5 PS), Motortyp Typ XD3 155. Die Höchstgeschwindigkeit liegt bei 108 km/h. Die Leistung stieg bei spät ausgelieferten Exemplaren auf 76 PS. Die Steigfähigkeit beträgt 55 %, maximaler Kippwinkel 30 %, Stufenüberschreitfähigkeit 24 cm, Watfähigkeit 50 cm, nach Vorbereitung 120 cm.
Die Verwandtschaft mit der G-Klasse führte zu einigen bizarren Details: So erinnert der Glühüberwacher (Glühwendel hinter Siebenlochblende, rechts neben/unter dem Lenkrad) an den W115 von Mercedes-Benz, weiterhin besitzt der P4 im Fußraum ovale Aussparungen – angeblich ursprünglich von Mercedes für Lautsprecher in einer nie gebauten Luxusversion des G-Modells geplant. Zusätzlich besitzt das Fahrzeug einen Betriebsstundenzähler und eine Bordspannungsanzeige.
Die französischen Streitkräfte hatten 1981 15.000 Fahrzeuge bestellt, was aber dann auf 13.500 reduziert wurde. Inzwischen wird das Fahrzeug nach und nach ausgesondert. Ende 2015 waren noch 2500 Stück im Bestand. Als Nachfolger hat die französische Armee den Petit Véhicule Protégé angeschafft. 

## Kampfeinsätze
Der Peugeot P4 wird im Russisch-Ukrainischen Krieg von der Ukraine eingesetzt. Laut dem Oryx-Blog gingen mit Stand Februar 2024 mindestens zwei Fahrzeuge verloren.

## Weblinks

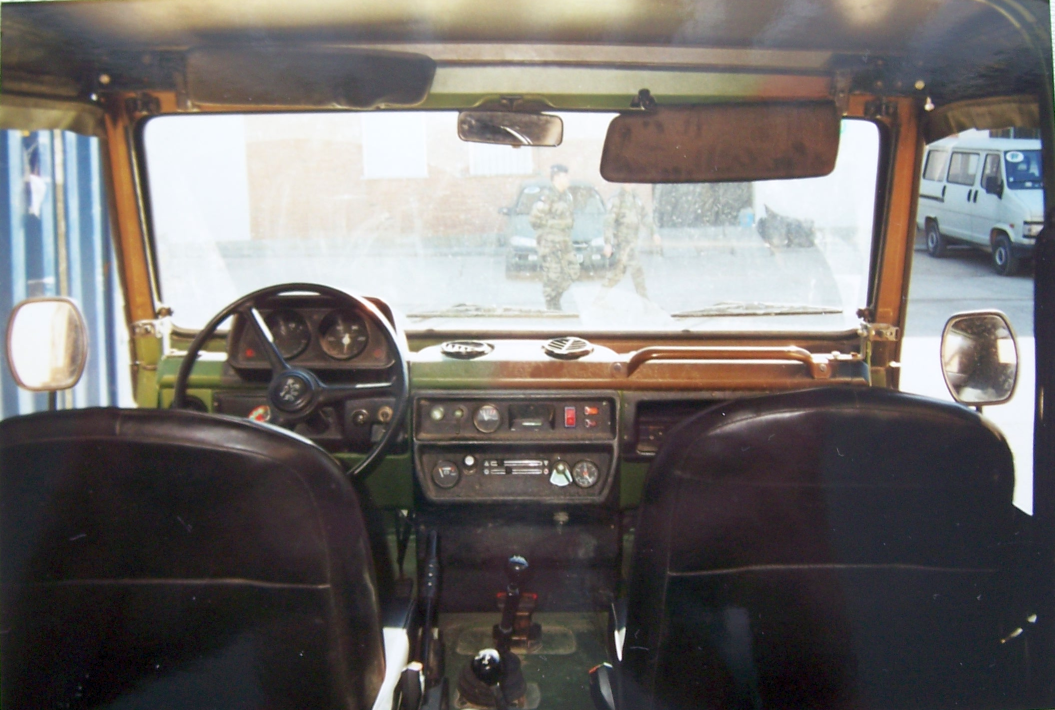
Peugeot P4 von innen

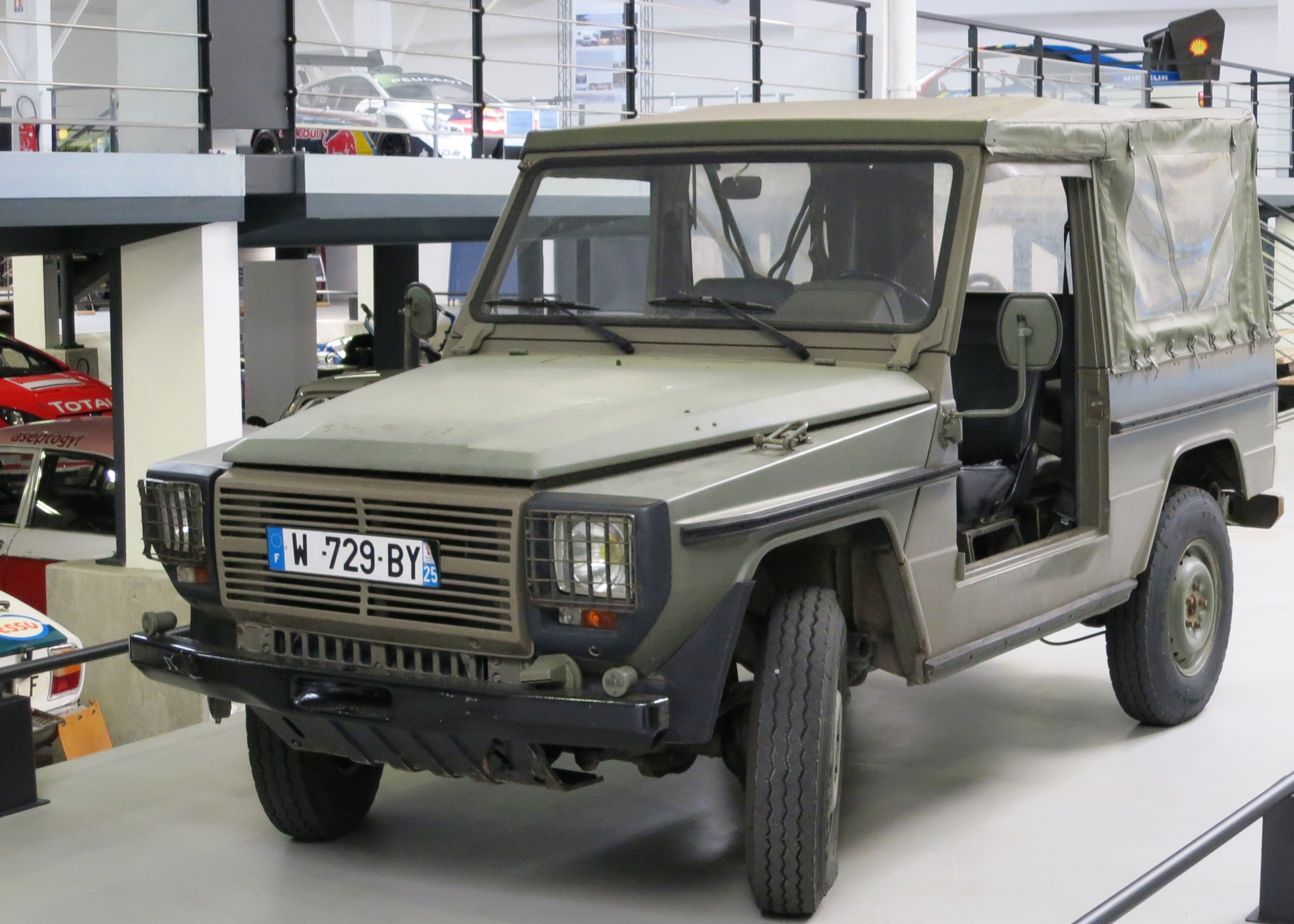
Peugeot P4 im Peugeot-Museum